# ایالت کایا
ایالت کایا (به Latin (disambiguation): Kayah State) یک ایالت در کشور Burma است که در جنوب شرقی آن واقع شده‌است. مرکز این ایالت شهر Loikaw است.

## خصوصیات
ایالت کایا ۱۱٬۶۷۰ کیلومترمربع مساحت و ۲۸۶٬۷۳۸ نفر جمعیت دارد.